# DU Lyncis
Désignations
DU Lyncis (en abrégé DU Lyn) est une étoile variable de la constellation boréale du Lynx. Elle est visible à l'œil nu avec une magnitude apparente qui varie autour de 5,18. L'étoile présente une parallaxe annuelle de 8,25 mas mesurée par le satellite Gaia, ce qui indique qu'elle est distante d'environ 121 pc (∼395 al) de la Terre. Elle se rapproche du Système solaire à une vitesse radiale de −37 km/s.
DU Lyncis est une étoile géante rouge évoluée de type spectral M3 III. D'après Eggen (1992), elle est actuellement située sur la branche asymptotique des géantes (AGB) du diagramme de Hertzsprung-Russell. Elle est environ 536 fois plus lumineuse que le Soleil et sa température de surface est de 3 779 K.
Il s'agit d'une étoile variable semi-régulière de sous-type SRb, dont la luminosité varie avec une amplitude de 0,13 autour de la magnitude 5,18. Une période de variation de 360 jours, et possiblement une autre de 22 jours, ont été détectées. Sa variabilité a été confirmée en 2001 par John R. Percy et al. et elle a reçu sa désignation d'étoile variable de DU Lyncis en 2003.